# 政田站
政田站（日语：／ Masada eki */?）是位於岐阜縣本巢市，名古屋鐵道揖斐線的鐵道車站（廢站）。

## 歷史
- 1926年（大正15年）4月6日 - 美濃電氣軌道（日语：美濃電気軌道）北方線北方町站（後來名為美濃北方站）至黑野站之間開業，此站啟用[2][3]。
- 1930年（昭和5年）8月20日 - 美濃電氣軌道與名古屋鐵道（第一代。同年中改名為名岐鐵道，在1935年起再改名為名古屋鐵道）合併。成為名古屋鐵道的車站[3]。
- 1962年（昭和37年）8月10日 - 新站房完成[3]。
- 1972年（昭和47年）11月1日 - 成為無人車站[4]。
- 2005年（平成17年）4月1日 - 揖斐線忠節站至黑野站之間被廢除，此站也被廢除[5]。

## 車站構造
截至車站廢除前，此站是地面車站，設有2面2線的相對式月台。在揖斐線，除了此站外，尻毛站和美濃北方站均設有交會設備。而上述2站的分岔口是「卜」形設計，此站的分岔口是「Y」形設計。

### 配線圖
| ← 黑野方向      | 政田站 站內配線略圖 | → 忠節方向 |
| 图例 参考文献： |                     |            |

## 使用狀況
- 在中提及在1992年度，當時1日平均上下車人次為616人，為除岐阜市內線均一車費區間內各站（岐阜市內線、田神線、美濃町線徹明町站至琴塚站之間）外名鐵所有車站（342站）中排名第263，揖斐線、谷汲線之間（24站）排名第7[1]。

## 車站周邊
- 真正郵局

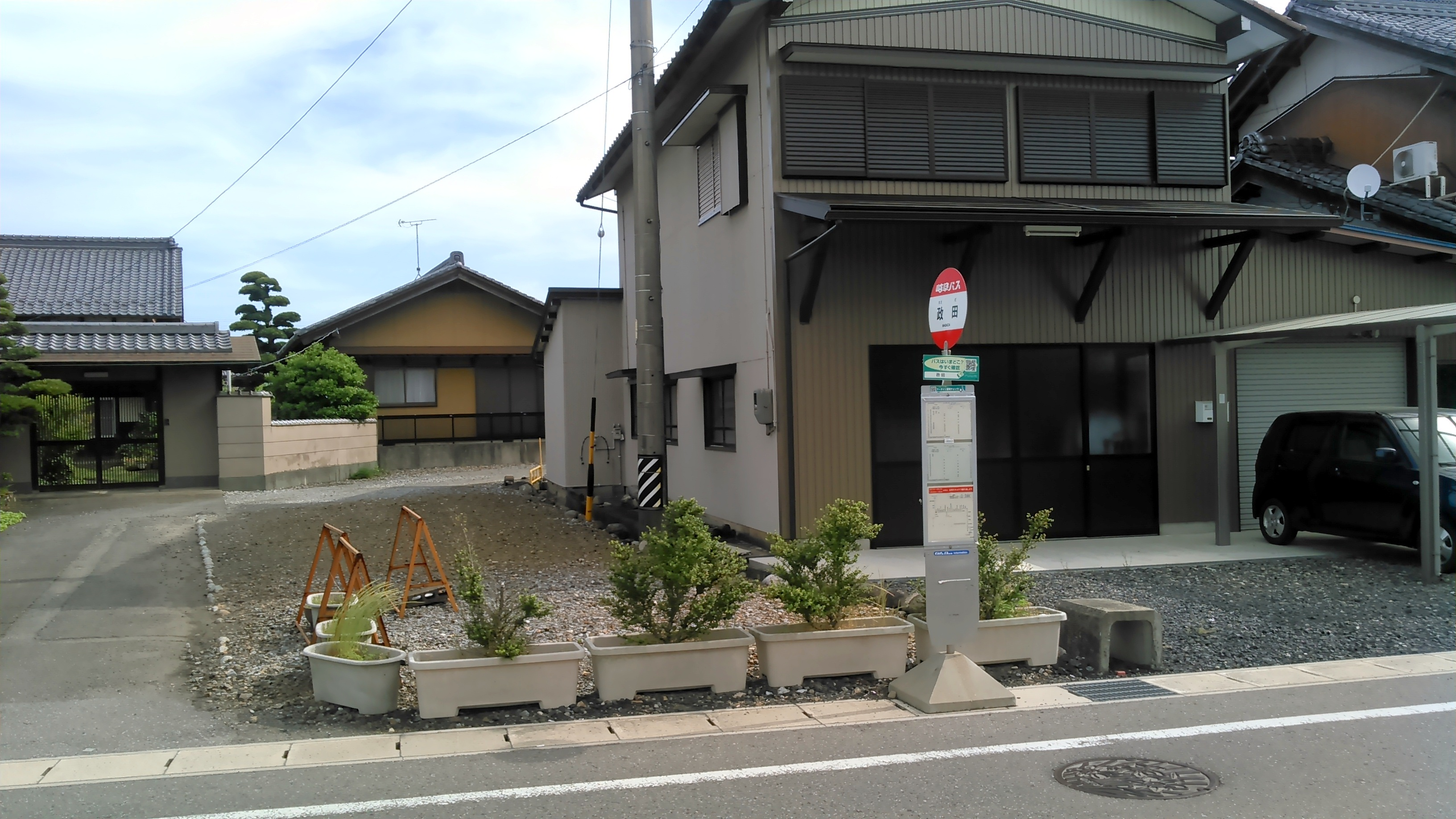
岐阜巴士 政田巴士站
（2017年5月）

- 岐阜巴士（日语：岐阜乗合自動車） 政田巴士站（替代交通）

## 相鄰車站
名古屋鐵道
■揖斐線
■急行·■普通
真桑－政田－下方

## 注腳
1. 1 2  名古屋鐵道廣報宣傳部（編）. . 名古屋鐵道. 1994: 651–653.
2. ↑  「地方鉄道運輸開始」《官報》1926年4月13日（國立國會圖書館數碼化資料）
3. 1 2 3  . 鄉土出版社. 1997: 220–230. ISBN 4-87670-097-4 （日语）.
4. ↑  名古屋鉄道広報宣伝部（編）. . 名古屋鐵道. 1994: 881 （日语）.
5. ↑  今尾惠介（監修）.  7 東海. 新潮社. 2008: 52–53. ISBN 978-4-10-790025-8 （日语）.
6. ↑  川島令三. . 名古屋北部・岐阜篇 1. 草思社. 1997: 143. ISBN 4-7942-0796-4 （日语）.
7. ↑  堀幸夫 「日本の路面電車現況 - 名古屋鉄道岐阜市内線・美濃町線」，《鐵道畫刊 No.688 2000年7月號臨時增刊 鐵道圖書刊行會，p.181